# Schoepfia californica
Schoepfia californica är en tvåhjärtbladig växtart som beskrevs av T. S. Brandeg.. Schoepfia californica ingår i släktet Schoepfia och familjen Schoepfiaceae. Inga underarter finns listade i Catalogue of Life.